# Daewang Rock
Der Daewang Rock ist ein Klippenfelsen im Archipel der Südlichen Shetlandinseln. Er liegt nördlich der südkoreanischen König-Sejong-Station in der Marian Cove. Je nach Gezeitenstand ragt er über die Wasseroberfläche hinaus oder ist überspült.
Südkoreanische Wissenschaftler benannten ihn. Der weitere Benennungshintergrund ist nicht überliefert.